# Arthur J. Ornitz
Arthur J. Ornitz (* 28. November 1916 in New York City, New York; † 10. Juli 1985 ebenda) war ein US-amerikanischer Kameramann.

## Leben
Arthur J. Ornitz, Sohn des Drehbuchautors und Schriftstellers Samuel Ornitz, studierte an der University of California und begann als Kameramann für Dokumentarfilme seine Tätigkeit beim Film. Den Militärdienst während des Zweiten Weltkriegs leistete Ornitz in Europa ab, blieb nach seiner Entlassung dort und war als Kameramann in Dänemark und Norwegen aktiv. Nach seiner Rückkehr in die Vereinigten Staaten mied Ornitz den Hollywood-Studiobetrieb und arbeitete bei experimentellen Filmprojekten mit. Später übernahm er die Fotografie bei Filmen der Regisseure William Friedkin und John Cassavetes. Parallel zu seiner Kino-Tätigkeit war Ornitz als Kameramann und Regisseur für das Fernsehen tätig.

## Filmografie (Auswahl)
- 1936: Wanted – A Master Kurzfilm
- 1958: Die Göttin (The Goddess)
- 1961: The Connection
- 1961: Chefarzt Dr. Pearson (The young Doctors)
- 1961: Die Faust im Gesicht (Requiem for a heavyweight)
- 1963: Act One
- 1964: Henrys Liebesleben (The World of Henry Orient)
- 1965: Tausend Clowns (A Thousand Clowns)
- 1967: Charly
- 1967: Der Tiger schlägt zurück (The Tiger Makes Out)
- 1968: Ich, Natalie (Me, Natalie)
- 1969: Die Harten und die Zarten (The Boys in the Band)
- 1970: Der Anderson-Clan (The Anderson Tapes)
- 1971: Minnie und Moskowitz (Minnie and Moskowitz)
- 1972: Wie ein Panther in der Nacht (Badge 373)
- 1973: Serpico
- 1974: Ein Mann sieht rot (Death Wish)
- 1975: Ein Haar in der Suppe (Next Stop Greenwich Village)
- 1977: Eine entheiratete Frau (An Unmarried Woman)
- 1977: Ich habe recht und du bist schuld (Thieves)
- 1977: Wilma Rudolph, die schwarze Gazelle (Wilma)
- 1978: Olivers Story (Oliver’s Story)
- 1980: Liebe nach Feierabend (Hardhat and Legs)
- 1980: Tattoo – Jede große Liebe hinterläßt ihre Spuren (Tattoo)
- 1981: Die Erwählten (The Chosen)
- 1981: Hanky Panky
- 1983: Der Weg durch die Hölle (Prisoner without a name, cell without a number)